# Schizomitrium parvicellulatum
Schizomitrium parvicellulatum là một loài Rêu trong họ Hookeriaceae. Loài này được (Demaret & P. de la Varde) Ochyra mô tả khoa học đầu tiên năm 1982.